# Buchstabensuppe

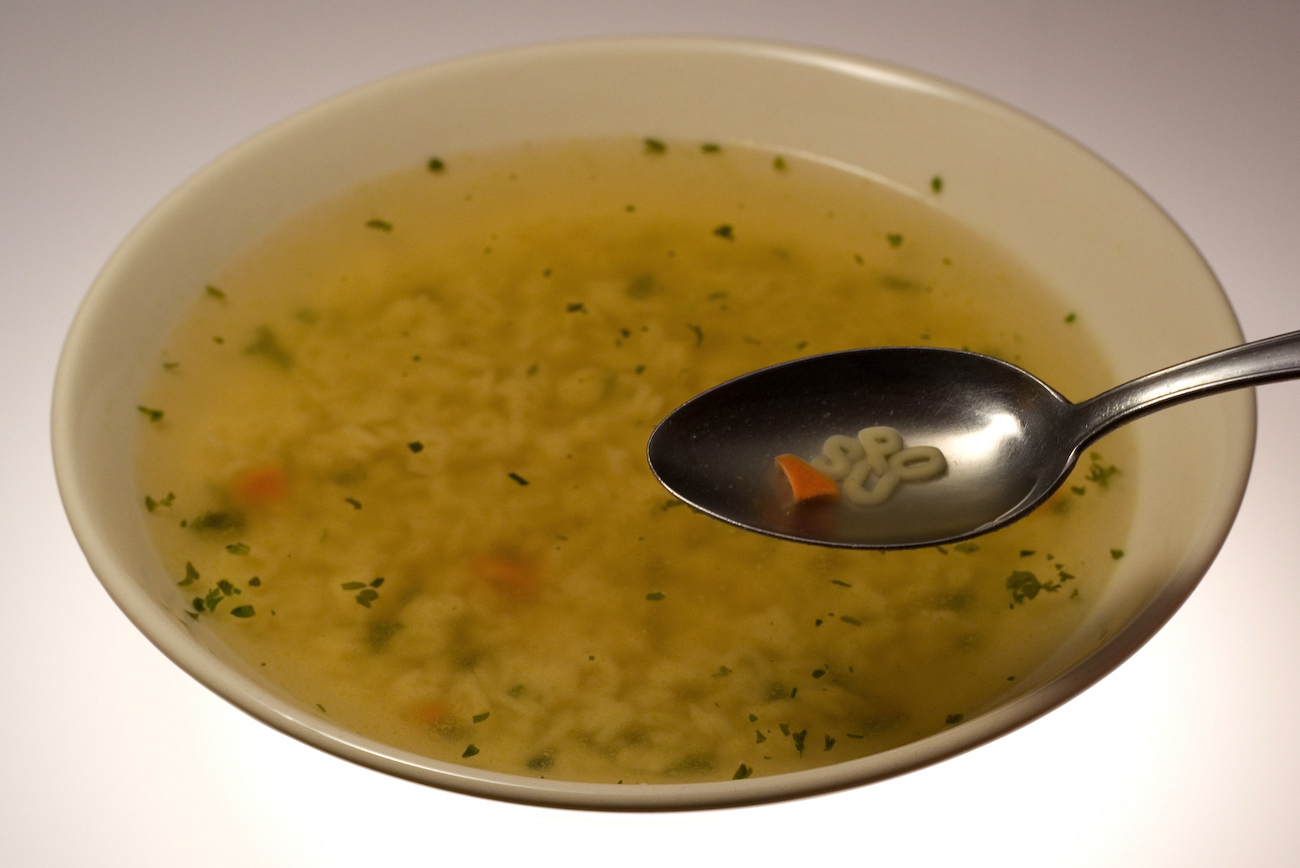
Buchstabensuppe

Die Buchstabensuppe ist eine Nudelsuppe mit Buchstabennudeln als Einlage. Oft werden auch kleine Karottenstückchen und verschiedene Gewürze in die Einlage hinzugegeben. Buchstabennudeln sind bis zu einem Zentimeter groß und haben die Form der Buchstaben A–Z und seltener auch der Ziffern 0–9 oder des @-Zeichens. Buchstabennudeln und Buchstabensuppe gibt es seit mindestens 1867 in den Vereinigten Staaten, in Deutschland spätestens seit 1884. Buchstabennudeln werden im Handel in der Regel als Suppeneinlage angeboten, Buchstabensuppen als Tütensuppen oder als Konserven.

## Geschichte
1867 wurde in 5 US-amerikanischen Zeitungen die alphabetical soup (alphabetische Suppe) als „Neuheit“ angepriesen:
„Die letzte kulinarische Neuheit ist alphabetische Suppe. Die üblichen zylindrischen und sternförmigen Makkaroniteilchen, die bisher die festen Bestandteile unserer Suppenbrühe bildeten, wurden durch Buchstaben des Alphabets ersetzt. Diese Nudelbuchstaben bewahren ihre Form auch nach dem Kochen.“
In einer Preisliste der Firma C. H. Knorr vom Oktober 1884 wurden unter der Überschrift „Eierteigwaaren“ auch „Eier-Alphabet, -Sternchen, -Zahlen, Linsen“ aufgeführt. Diese Teigwaren bezog Knorr von der ersten deutschen Eierteigwarenfabrik J. F. Schüle in Plüderhausen, die 1863 von dem Bäcker Jakob Friedrich Schüle gegründet wurde.
Buchstabennudeln werden heute im Handel als Suppeneinlage angeboten. Buchstabensuppen gibt es in trockener Form als Tütensuppen und in flüssiger Form als Konserven. Die Tütensuppen wurden in Deutschland vor allem von Maggi und Knorr eingeführt, Konserven in den Vereinigten Staaten von der Campbell Soup Company und der H. J. Heinz Company, die ihre Suppe unter dem Namen „Alphabetti Spaghetti“ vertrieb. 
Zum Formenreservoir der Buchstabennudeln gehören die 26 Großbuchstaben des lateinischen Alphabets und bisweilen die Ziffern 0–9, in der Regel nicht jedoch nationale Sonderbuchstaben wie Umlaute oder Buchstaben mit diakritischen Zeichen (von einzelnen Kunstprojekten abgesehen). 

## Alphabet agencies
Im Gefolge der New-Deal-Politik des Präsidenten Franklin D. Roosevelt entstand ab 1933 eine Unzahl von Regierungsämtern in den Vereinigten Staaten, die durch Akronyme aus 3–5 Buchstaben abgekürzt werden, zum Beispiel „WPA = Works Progress Administration“. Der entstehende Wirrwarr von Ämterkürzeln wurde spöttisch als alphabet soup (Buchstabensuppe) bezeichnet.